# Matthew Welsh
Matthew Welsh;znany jako Matt Welsh (ur. 18 listopada 1976 roku w Melbourne) – były australijski pływak specjalizujący się w stylu grzbietowym i motylkowym, medalista olimpijska i mistrzostw Świata.
4 listopada 2006 r. ożenił się z Lauren Newton, australijska prezenterką telewizyjną.
W 2008 r. zakończył karierę sportową.